# لنگرماهی آستردار
لنگرماهی آستردار (نام علمی: Artedius fenestralis) نام یک گونه از خانواده لنگرماهیان است.